# Cerodontha dorsalis
Cerodontha dorsalis este o specie de muște din genul Cerodontha, familia Agromyzidae. A fost descrisă pentru prima dată de Friedrich Hermann Loew în anul 1863. Conform Catalogue of Life specia Cerodontha dorsalis nu are subspecii cunoscute.